# راک آن ۲
راک آن ۲ (به هندی: Rock On 2) فیلمی محصول سال ۲۰۱۶ و به کارگردانی شجاعت سوداگر است. در این فیلم بازیگرانی همچون آرجون رامپال، فرهان اختر، شرادها کاپور، پوراب کهلی، پراچی دسای، شاشانک آرون، لوک کنی، شاهانا گوسوامی، سونیدهی چاوهان ایفای نقش کرده‌اند.
این فیلم دنباله فیلم راک آن!! می‌باشد.